# Autoroute espagnole M-22
La M-22 est une autoroute appartenant à la Communauté de Madrid. Elle relie la Voie de Service sud de l'Aéroport international de Madrid-Barajas à Coslada, passant par le Port Sec de Madrid.
Elle a un lien avec la M-21, et elle croise la A-2 sans liens.

## Sorties
| Numéro de la sortie           | Nom de la sortie                                                                                | Bifurcation |
| ----------------------------- | ----------------------------------------------------------------------------------------------- | ----------- |
| Carrefour                     | Zone industrielle Aéroport - Quartier du Aéroport - Aéroport - Madrid - San Fernando de Henares |             |
| Carrefour                     | Inutilisé                                                                                       |             |
|                               | M-40 Toutes directions - M-14 Aéroport                                                          | M-21        |
| (seulement en direction nord) | A-2 Zaragoza - San Fernando de Henares - M-50                                                   | M-21        |
| A                             | Centre Transport Coslada zone ateliers                                                          |             |
| B                             | Centre Transport Coslada zone services - zone industrielle logistique                           |             |
|                               | Avenue Fuentemar                                                                                |             |
| Carrefour                     | Avenue José de Gárate                                                                           |             |